# 部分和分
数学における部分和分（ぶぶんわぶん、英: summation by parts）は、積の和分を計算あるいは評価しやすい特定の形に変形する方法の一種である。数列の定和分に関する部分和分法はニールス・アーベルに因んでアーベルの補題あるいはアーベルの級数変形法とも呼ばれる。

## 部分和分法
函数 f(x), g(x) に対し、∑x を不定和分とすると、
{\displaystyle \sum _{x}f(x)(g(x+1)-g(x))=f(x)g(x)-\sum _{x}g(x+1)(f(x+1)-f(x))}
が成り立つ。これを不定和分に関する部分和分の公式と呼ぶ。Δ を前進差分作用素とすれば、
{\displaystyle \sum _{x}f(x)\Delta g(x)=f(x)g(x)-\sum _{x}(g(x)+\Delta g(x))\Delta f(x),}
あるいは
{\displaystyle \sum _{x}f(x)\Delta g(x)+\sum _{x}g(x)\Delta f(x)=f(x)g(x)-\sum _{x}\Delta f(x)\Delta g(x)}
と書ける。
不定和分に関する部分和分は、不定積分に関する部分積分
{\displaystyle \int f\,dg=fg-\int g\,df}
の離散的なアナロジー（類似対応物）である。比較して部分和分の方は Δf Δg の項が余分に加わっていることに注意。これは部分積分の方では対応する項 df dg は二次の微分として消えることによる。
同様の公式はいわゆる「定和分」についても成立する。すなわち 二つの数列 (fk), (gk) に対して、
{\displaystyle \sum _{k=m}^{n}f_{k}(g_{k+1}-g_{k})=\left[f_{n+1}g_{n+1}-f_{m}g_{m}\right]-\sum _{k=m}^{n}g_{k+1}(f_{k+1}-f_{k}),}
あるいは前進差分を用いて書けば
{\displaystyle \sum _{k=m}^{n}f_{k}\Delta g_{k}=\left[f_{n+1}g_{n+1}-f_{m}g_{m}\right]-\sum _{k=m}^{n}g_{k+1}\Delta f_{k},}
が成立する（後述）。

## ニュートン級数を用いた表示
定和分に関する公式を少し違った形に書くことができる。即ち、部分和分の公式を繰り返し適用することにより、
{\displaystyle {\begin{aligned}\sum _{k=0}^{n}f_{k}g_{k}&=f_{0}\sum _{k=0}^{n}g_{k}+\sum _{j=0}^{n-1}(f_{j+1}-f_{j})\sum _{k=j+1}^{n}g_{k}\\&=f_{n}\sum _{k=0}^{n}g_{k}-\sum _{j=0}^{n-1}\left(f_{j+1}-f_{j}\right)\sum _{k=0}^{j}g_{k},\end{aligned}}}
あるいはより一般に、
{\displaystyle {\begin{aligned}\sum _{k=0}^{n}f_{k}g_{k}&=\sum _{i=0}^{M-1}f_{0}^{(i)}G_{i}^{(i+1)}+\sum _{j=0}^{n-M}f_{j}^{(M)}G_{j+M}^{(M)}=\\&=\sum _{i=0}^{M-1}\left(-1\right)^{i}f_{n-i}^{(i)}{\tilde {G}}_{n-i}^{(i+1)}+\left(-1\right)^{M}\sum _{j=0}^{n-M}f_{j}^{(M)}{\tilde {G}}_{j}^{(M)}\end{aligned}}}
が成り立つ（M = 1 とすると先の式）。ここで補助的に用いた数列 f(M)
j はニュートン級数
- {\displaystyle f_{j}^{(M)}:=\sum _{k=0}^{M}\left(-1\right)^{M-k}{M \choose k}f_{j+k},}
- {\displaystyle G_{j}^{(M)}:=\sum _{k=j}^{n}{k-j+M-1 \choose M-1}g_{k},}
- {\displaystyle {\tilde {G}}_{j}^{(M)}:=\sum _{k=0}^{j}{j-k+M-1 \choose M-1}g_{k}}

である。ただし、{\displaystyle \textstyle {n \choose k}} は二項係数。
特に M = n + 1 として得られる等式
{\displaystyle \sum _{k=0}^{n}f_{k}g_{k}=\sum _{i=0}^{n}f_{0}^{(i)}G_{i}^{(i+1)}=\sum _{i=0}^{n}(-1)^{i}f_{n-i}^{(i)}{\tilde {G}}_{n-i}^{(i+1)}}
は有用なものとして著しい。

## アーベルの級数変形法
部分和分を特に級数に対して考えたものは、ふつうアーベルの級数変形法 (Abel transformation) と呼ばれるものである。すなわち、二つの数列 (an), (bn) (n = 0, 1, 2, …) に対して、それらの項ごとの積から得られる和
{\displaystyle S_{N}=\sum _{n=0}^{N}a_{n}b_{n}}
の振舞いを知りたいとする。ここで Bn = ∑n
k=0 bk と置けば、b0 = B0, bn = Bn − Bn−1 (n ≥ 1)  であって、かつ 
{\displaystyle {\begin{aligned}S_{N}&=a_{0}b_{0}+\sum _{n=1}^{N}a_{n}(B_{n}-B_{n-1})\\&=a_{0}b_{0}-a_{0}B_{0}+a_{N}B_{N}+\sum _{n=0}^{N-1}B_{n}(a_{n}-a_{n+1})\end{aligned}}}
すなわち
{\displaystyle \sum _{n=0}^{N}a_{n}b_{n}=a_{N}B_{N}-\sum _{n=0}^{N-1}B_{n}(a_{n+1}-a_{n})}
が得られるが、このような変形を施すことをアーベルの級数変形法と呼ぶのである。これは SN のいくつかある収束判定法の証明に用いられる。
ここで、特に、 an が微分可能な関数 {\displaystyle f(x)} によって {\displaystyle a_{n}=f(n)} と定義されているとき、Bn を実数全体に拡張して {\displaystyle B(x)=\sum _{k\leq x}b_{k},N=\lfloor x\rfloor } とおくことで
{\displaystyle {\begin{aligned}S_{x}=S_{N}&=a_{N}B_{N}-\int _{0}^{N}B(t)f^{\prime }(t)dt\\&=f(x)B(x)-\int _{0}^{x}B(t)f^{\prime }(t)dt\end{aligned}}}
が導かれる。これをアーベルの総和公式という（この方法自体を単に部分和分と呼ぶこともある）。
定積分に対する部分積分の公式
{\displaystyle \int _{a}^{b}f(x)\,dg(x)=[f(x)\,g(x)]_{a}^{b}-\int _{a}^{b}g(x)\,df(x)}
は境界条件をさておけば、左辺の積分記号下で掛けられた二つの函数が、右辺の積分記号下では一方は積分され (つまり dg は g に) 他方は微分される (つまり f は df に) という形になっている。アーベルの級数変形法でも同様に、左辺の掛けられた二つの数列のうち、右辺では一方が総和され (つまり bn が Bn に) 他方は差分される (つまり an が an+1 − an に)。前進差分作用素 Δ を用いて書けば上式は
{\displaystyle \sum _{n=0}^{N}a_{n}\Delta B_{n}=a_{N}B_{N}-\sum _{n=0}^{N-1}B_{n}\Delta a_{n}}
となり、部分積分との類似性は見易い。
なお、アーベルの級数変形法を応用する場面ではほとんどの場合において級数の収束性を問題にすることになるが、ここで述べた変形法自体は純代数的なものであり、従って「数列」の成分を任意の体の元としてもそのまま成り立つ。あるいは一方をベクトル空間におけるベクトル列とし、他方をそのベクトル空間の係数体に成分を持つスカラー列としたような場合などでも有効である。

## 応用
- アーベルの級数判定法はクロネッカーの補題の証明に用いられる。同補題は分散が従属関係にある制約条件下での大数の強法則の証明に利用できる。
- アーベルの定理の証明にアーベルの級数変形法はよく用いられる。

アーベルの級数変形法はある種の級数の収束判定法の証明に用いられる。
判定法 1∑ bn が収斂級数 で、an が有界単調列 ならば、SN = ∑N
n=0 anbn は収束する。
判定法 2以下の三条件
1. 部分和 BN が N によらず有界数列を成す。
2. {\displaystyle \sum _{n=0}^{\infty }|a_{n+1}-a_{n}|<\infty }. (従って {\displaystyle \sum _{n=N}^{M-1}|a_{n+1}-a_{n}|\to 0({\text{ as }}N\to \infty )}
3. {\displaystyle \lim a_{n}=0}

がすべて満たされるならば SN = ∑N
n=0 anbn は収束する。
何れの場合においても、収束値 S = ∑∞
n=0 anbn は
{\displaystyle |S|=\left|\sum _{n=0}^{\infty }a_{n}b_{n}\right|\leq B\sum _{n=0}^{\infty }|a_{n+1}-a_{n}|}
なる評価を得る。ただし、B は部分和 BN = ∑N
n=0 bn  の成す列の（N に依らない）上界とする。
実際に上記の判定法が成り立つことを見よう。コーシーの判定法を用いるために SM − SN を計算すれば、アーベルの級数変形法を適用して
{\displaystyle S_{M}-S_{N}=a_{M}B_{M}-a_{N}B_{N}+\sum _{n=N}^{M-1}B_{n}(a_{n+1}-a_{n})}
と書ける。後者の判定法においては BN の適当な上界 B を取れば
{\displaystyle |S_{M}-S_{N}|\leq |a_{M}|B+|a_{N}|B+B\sum _{n=N}^{M-1}|a_{n+1}-a_{n}|\to 0\quad ({\text{as }}N\to \infty )}
であるからよい。前者の場合にはさらに an の極限を a として
{\displaystyle S_{M}-S_{N}=(a_{M}-a)B_{M}-(a_{N}-a)B_{N}+a(B_{M}-B_{N})+\sum _{n=N}^{M-1}B_{n}(a_{n+1}-a_{n})}
と書きなおせば、∑bn が収束することにより N に依らず BN は有界ゆえ、その上界を B として最初の二項は
{\displaystyle |(a_{M}-a)B_{M}-(a_{N}-a)B_{N}|\leq |a_{M}-a|B+|a_{N}-a|B\to 0\quad ({\text{as }}N,M\to \infty )}
であり、また第三項は ∑bn に対するコーシーの判定法により 0 へ行き、残りは an の単調性により
{\displaystyle \sum _{n=N}^{M-1}|B_{n}||a_{n+1}-a_{n}|\leq B\sum _{n=N}^{M-1}|a_{n+1}-a_{n}|=B|a_{N}-a_{M}|}
と評価できて所期の結果を得る。